# Anatakupu Island
Anatakupu Island ist eine kleine Insel im Südosten von Rangitoto ki te Tonga/D’Urville Island im Norden der Südinsel von Neuseeland.

## Geographie
Die Insel befindet sich rund 3,5 km nordöstlich des French Pass, der die Passage zwischen Rangitoto ki te Tonga/D’Urville Island und dem Festland der Südinsel bildet. Von der Küste von Rangitoto ki te Tonga/D’Urville Island liegt die bis zu 28 m hohe Insel rund 755 m entfernt. Die Insel erstreckt sich über eine Fläche von 0,37 Hektar und einer Länge von rund 100 m in WestNordwest-Ostsüdost-Richtung bei einer maximalen Breite von rund 58 m in Südsüdwest-Nordnordost-Richtung.

## Verkehrsweg
Wegen Unterwasserfelsen um die Insel herum wurde auf der Insel ein Navigationslicht installiert.